# Jacques Marcel Auburtin
Pour les articles homonymes, voir Auburtin.
Jacques Marcel Auburtin (parfois appelé Jean-Marcel Auburtin) est un architecte français, né à Paris 6e le 17 mai 1872, mort à Paris 17e le 18 août 1926.
Il est surtout connu pour son travail dans le domaine de l'urbanisme.
Il est le fils de l’architecte Alexandre Émile Auburtin (1838-1899).

## Formation
En 1887, il est attaché aux travaux de l'École alsacienne.
Élève de Jean-Louis Pascal, il est diplômé de l'École des beaux-arts de Paris en 1896 et second grand prix de Rome en 1897.
De 1896 à 1899, il est inspecteur des travaux de construction de La nouvelle Sorbonne.
En 1897, il est architecte en chef du  Ministère de la Guerre.
Il devient membre de la Société des architectes diplômés par le gouvernement (SADG) dès 1896 dont il sera le vice-président de 1923 à 1925.
Il compte parmi les premiers membres de la section d'hygiène urbaine et rurale (SHUR) du Musée social.
Il est l'un des membres fondateurs de la Société française des urbanistes en 1911 qu'il présidera.

## Comment reconstruire nos cités détruites (1915)
À la suite de demandes répétées par Auburtin et ses collègues du Musée social, le Conseil de l'alliance sociale a adopté à l'unanimité une résolution demandant que les villes détruites doivent absolument se doter d'un plan d'aménagement et d'extension avant de toucher les sommes versées par l'État.
C'est dans ce contexte qu'il publie en 1915 Comment reconstruire nos cités détruites ? Notions d’urbanisme appliquant aux villes, bourgs et villages avec Alfred Agache (architecte du Musée social) et Edouard Redont (architecte-paysagiste).
L'objectif du texte est de « présenter sous une forme simple, accessible à tous, l’ensemble des points qui intéressent immédiatement la reconstruction, le développement et l’avenir de nos agglomérations urbaines » (p. 7).
Dans cet ouvrage, les auteurs voient la reconstruction des cités françaises détruites pendant la Première Guerre mondiale comme une occasion de refaire pour le mieux en adoptant des plans d'aménagements d'ensemble dans un esprit architectural et de construire des logements adaptés aux besoins de la modernité (électricité, eau courante, système d’égouts, WC avec chasse d’eau, etc.).

## Réalisations

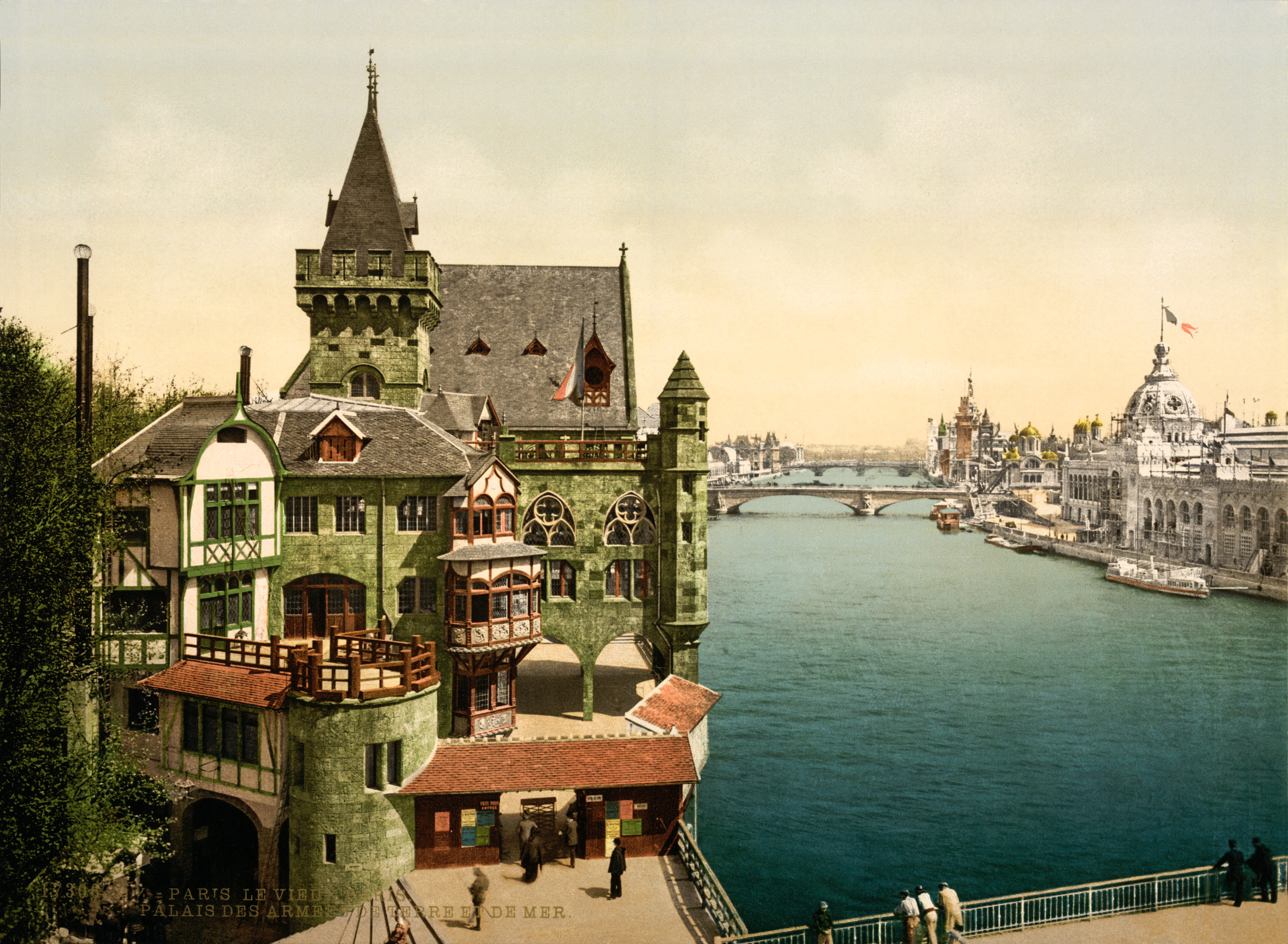
Palais des armées de terre et de mer à l'Exposition universelle de 1900 à Paris.

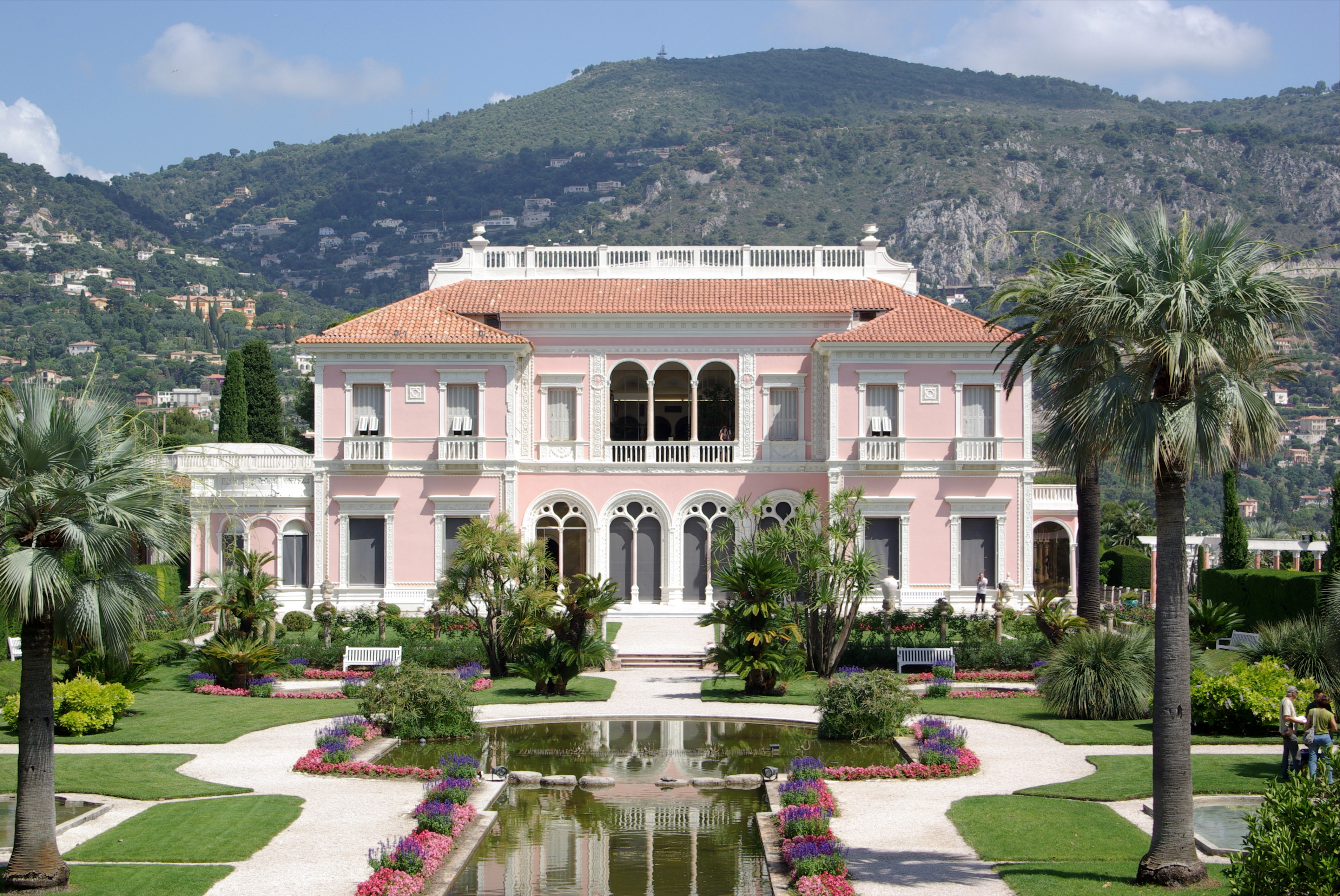
Villa Ephrussi de Rothschild à Saint-Jean-Cap-Ferrat.

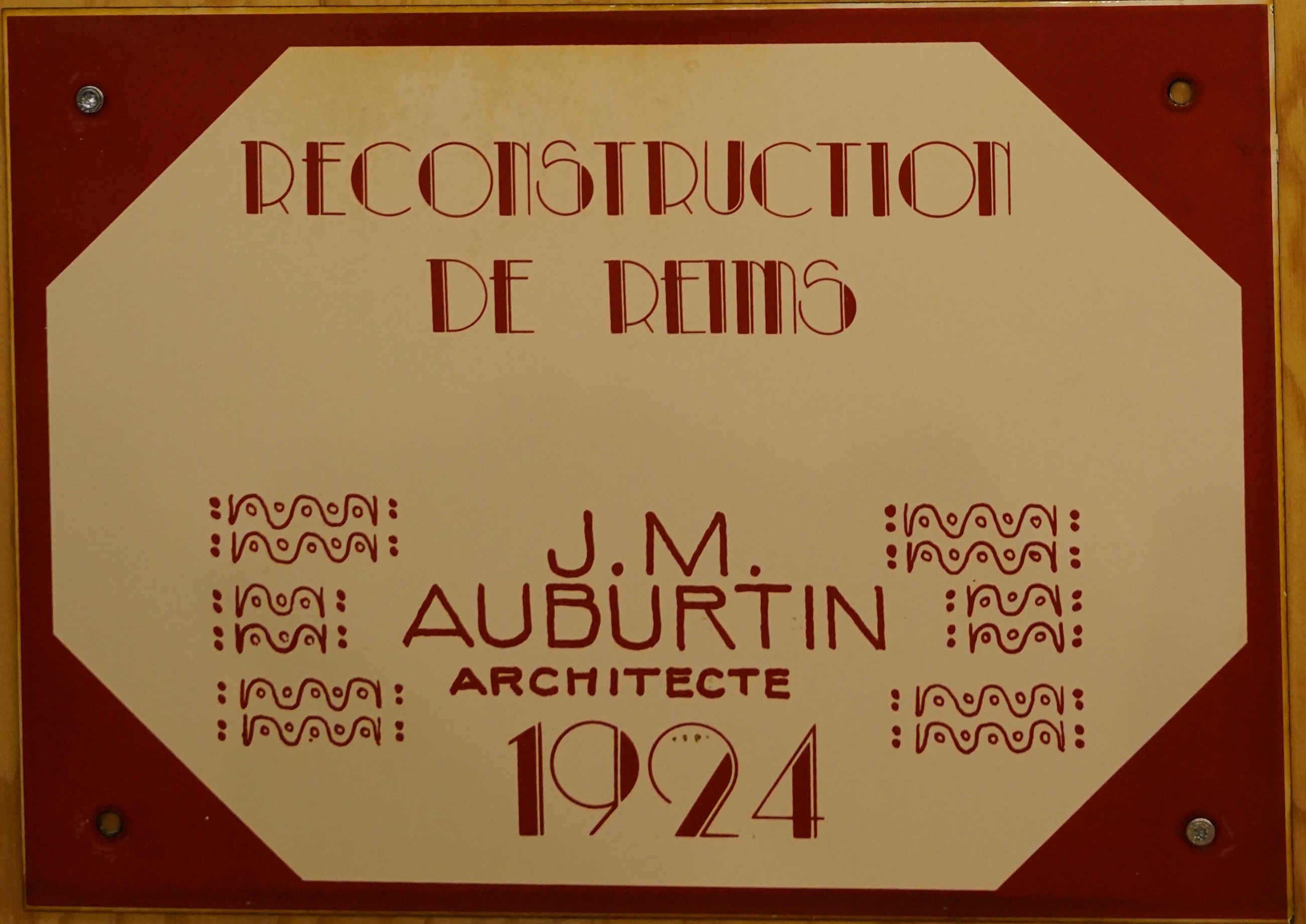
Plaque de la reconstruction.

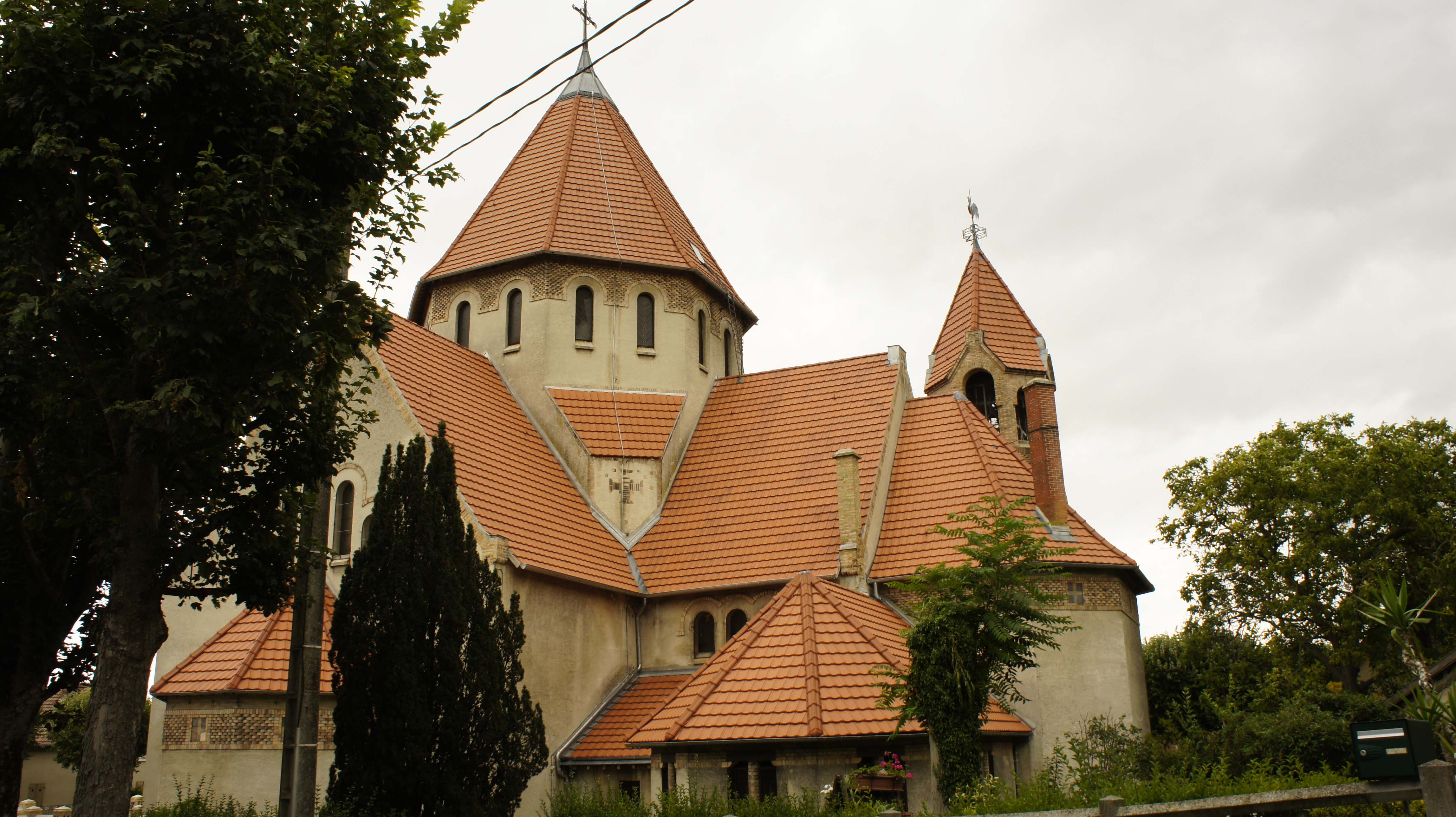
Église Saint-Nicaise de Reims.

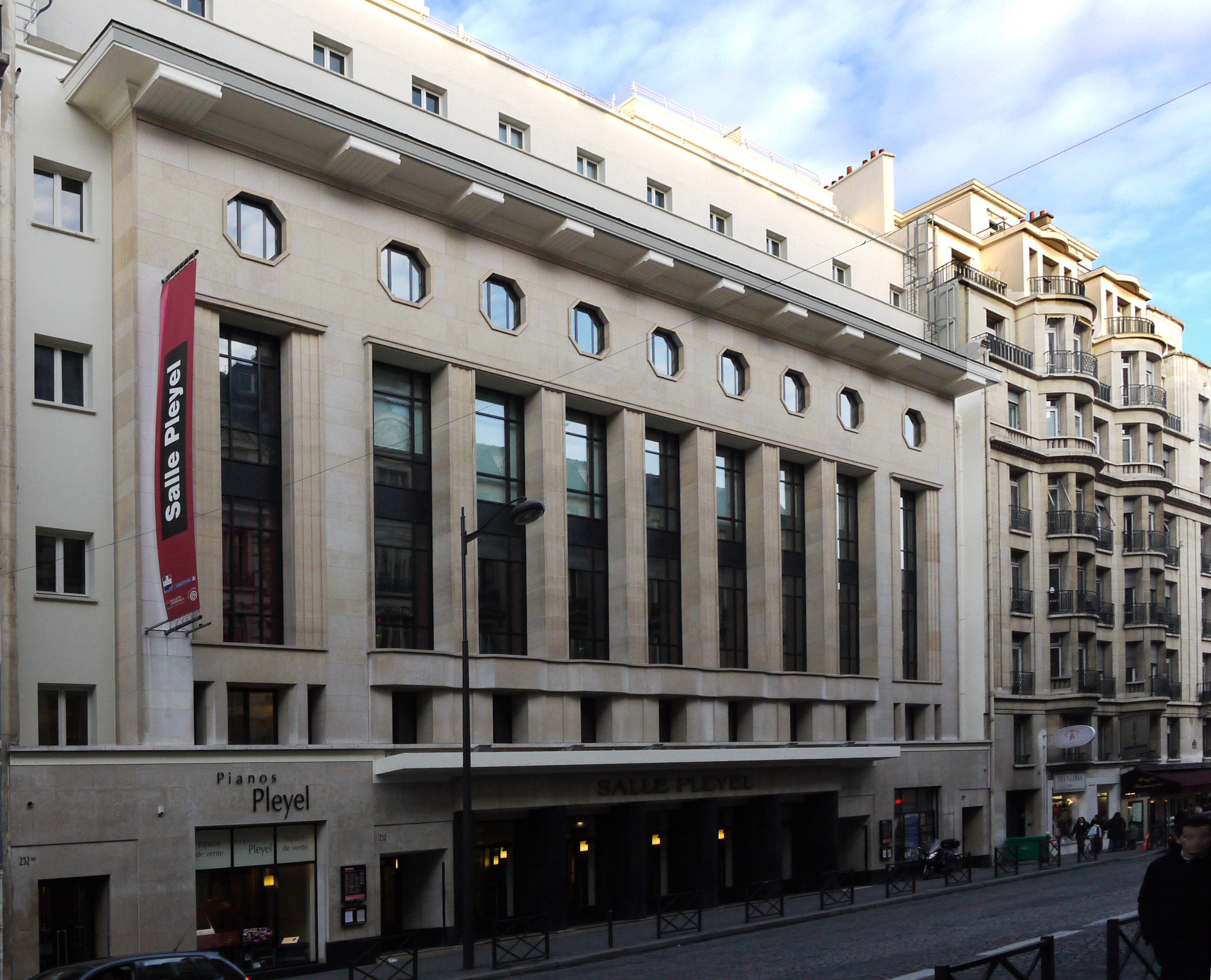
Façade de la salle Pleyel.

- 1898 : Palais des armées de terre et de mer à l'Exposition universelle de 1900[6], avec l'architecte Gustave Umbdenstock
- 1899 : Pavillon de l'hygiène et du chauffage et le salon Pasteur de l'exposition universelle de 1900
- 1910-1911 : école de filles, 21 rue de Pontoise, Paris 5e, Seine France
- 1912 : villa Ephrussi de Rothschild (villa Île-de-France) à Saint-Jean-Cap-Ferrat (1912) - assisté par l’architecte niçois Aaron Messiah
- hôtel dans le hameau Boileau, Paris 16e, Seine
- restaurant Tabarin
- agrandissement de l'École alsacienne, Paris 6e, Seine
- 1921 : Hôtel du Mont-d’Arbois, Megève, Haute-Savoie
- 1923 : Pontoise-lès-Noyon, église paroissiale et cimetière Notre-Dame, rue dite Grande-Rue[7]
- 1919-1924 : Cité-jardin du Chemin-Vert à Reims, Marne, France[8],[6]
- 1923 : Foyer des P.T.T., actuel Foyer de Cachan, à Cachan
- 1924 : église Saint-Nicaise, Reims  Classée MH (2002)[9]
- 1924 : Cité nouvelle à La Courneuve, Seine-Saint-Denis, avec Raoul Dautry
- Cuts, église paroissiale et cimetière de l'Assomption-de la-Vierge[10]
- 1924 : Cuts, groupe scolaire, place communale[11]
- 1924-1925 : Pontoise-lès-Noyon, mairie et école primaire[12]
- 1924-1926 : Appilly, mairie et école primaire, 45 rue de la Mairie[13]
- 1927 : Salle Pleyel, hall en Lap[14] 8e arrondissement de Paris,  Classé MH (2002)[15].

## Décorations
- Chevalier de la Légion d'honneur, 1900 [3]